# Agaunum
Agaunum o Saint-Maurice és una abadia territorial a Saint-Maurice, al cantó de Valais, a Suïssa. Va ser fundada l'any 515 pel rei borgonyó Sant Segimon al lloc d'un santuari més antic que albergava les relíquies de Maurici d'Agaunum, màrtir de la Legió Tebana al s. III , erigit per Teodor d'Octodur (finals del  s. IV), primer bisbe conegut de Valais. Aquesta fundació el converteix en l'establiment monàstic actiu més antic de l'occident cristià, havent estat ocupat contínuament. Situada a la Via Francígena, una ruta de pelegrinatge que duu a la tomba de Sant Pere a Roma, l'abadia és un dels monestirs més importants creats al nord dels Alps durant l'alta edat mitjana.
L'abadia jugà un destacat paper en la història regional més a l'oest. El primer rei de la Borgonya Transjurana, Rodolf, hi fou coronat.
Originalment i fins al s. IX s'aplicà la laus perennis. Els monjos foren substituïts per canonges que adoptaren la regla de Sant Agustí el 1128 . A partir d'aquella data la congregació dels canonges regulars de Sant Maurici d'Agaunum  s'ha instal·lat a l'abadia.

## Toponímia
El llatí Acaunum, esdevingué Agaune en francès, prové d'una paraula gal·la que significa "roca afilada". El lloc albergava una duana romana, on es cobrava una taxa a les mercaderies que creuaven aquest pas a l'entrada de la vall del Roine.
Degut a la importància de l'establiment religiós establert l'any 515 en aquest lloc, gradualment prengué el nom de Saint-Maurice (atestat `per primer cop l'any 1003).
Segons altres fonts la localitat es deia originalment Tarnade, el nom d'un castell proper anomenat Castrum Tauredunense per Marius d'Avenches (que visqué al segle vi). Es creu que aquest edifici fou enterrat per l'esfondrament del mont Tauredunum l'any 562 o 563 . L'any 385 prengué el nom d'Agaune per decisió de Sant Ambròs quan va passar per aquesta localitat situada a la ruta del seu viatge a Trèveris, Agôn designant la víctima que els emperadors immolaven abans d'emprendre una expedició, seguint l'exemple de Sant Jeroni que parla d'"agones martirum" per a designar els combats dels màrtirs.

### Temple romà d'Higiea
El lloc de l'abadia era un lloc sagrat almenys des de l'època romana. Al costat de la font es va trobar un altar romà dedicat a les nimfes, trobat al costat d'una deu també dedicada a les nimfes. La tradició local explica que l'antiga capella de Sant Joan Evangelista, que esdevindria l'església de Maurici d'Agaunum, fou bastida sobre un antic temple dedicat a la deessa Higia. En qualsevol cas, aquest lloc sagrat romangué tancat a l'habitatge civil fins segle xi («Ut de loco quem morte Theboei martyres et effusione sanguinis… ornaverant, promiscui vulgi habitatio commista tolleretur… Igitur visum est ut remotis familiis secularibus… ») ; en aquell moment el burg de Saint-Maurice («burgum sancti Mauritii») i l'hospital Saint-Jacques («Dedit Sancto Mauritio ad hospital») desenvolupat en un recinte emmurallat separat del monestir per terres de conreu tal com es descriu a les cartes de 1003 i 1046 («Casale unum in burgo Sancti Mauritii» per un, «mansum unum in Agauno loco in plano» per a l'altre). La unió del burg i el monestir no va començar fins al 1018, amb la restitució de Rodolf III, sent definitiu el 1163 quan l'abadia adquirir tots els drets eclesiàstics dels bisbes de Sion.

### Llegenda de la massacre de la legió tebana
La llegenda situa la massacre de la Legió Tebana i els seus oficials, tots cristians, ordenada per Maximià, emperador romà, entre el 285 i el 306, amb el pretext que s'havien negat a exterminar els cristians. Aquesta llegenda es relata per primer cop a la història de Víctor de Marsella escrita a finals del segle iv, més tard represa per Sant Euqueri, bisbe de Lió cap al 435, qui l'atribueix al bisbe de Sion Salvius, es relata a l'obra que relata la vida de Romain de Condat i finalment és represa a l'homilia que Sant Avit pronunciada el 515 amb motiu de la inauguració de l'abadia. Segons Amédée Thierry, aquesta legió podria haver estat formada amb diversos cossos dels exèrcits desocupats d'Orient i, entre d'altres, la legió XXII, informa que aquesta legió anomenada "Feliç" estava estacionat a Tebes abans de ser traslladat a Jerusalem, que tres dels seus principals oficials eren Maurici, Exuperanci i Càndid, convertits pel bisbe Himeneu, i que en arribar a Roma es comprometeren amb el Papa Gai a no perseguir els cristians ; segons Ch. Robert, aquesta era és el "I Maximiana Thebæorum" i el "III Diocletiana Thebæorum" Aquestes dues legions foren creades per Maximià i Dioclecià durant les seves campanyes al nord d'Àfrica, de fet, després d'haver sotmès les ciutats de Coptos i Busiris, a Egipte incorporaren els seus joves en tres legions. allà "I Jovia Fœlix Thebæorum", allà" I Maximiana Thebæorum» i la «III Diocletiana Thebæorum». És Teodor d'Octodurus (també anomenat Teòdul), primer bisbe de Valais a finals del segle iv assentat a Martigny, antigament Octodurus, on l'any 381 es creà el primer santuari cristià transferint les restes dels màrtirs a una capella atribuïda a Maurici i els seus companys massacrats . Aquest santuari s'amplià al segle iv
Cap a finals del segle v al lloc ja hi havia una església i Sant Severí (430-507) fins i tot parla d'un monestir del qui en fou un dels primers abats.

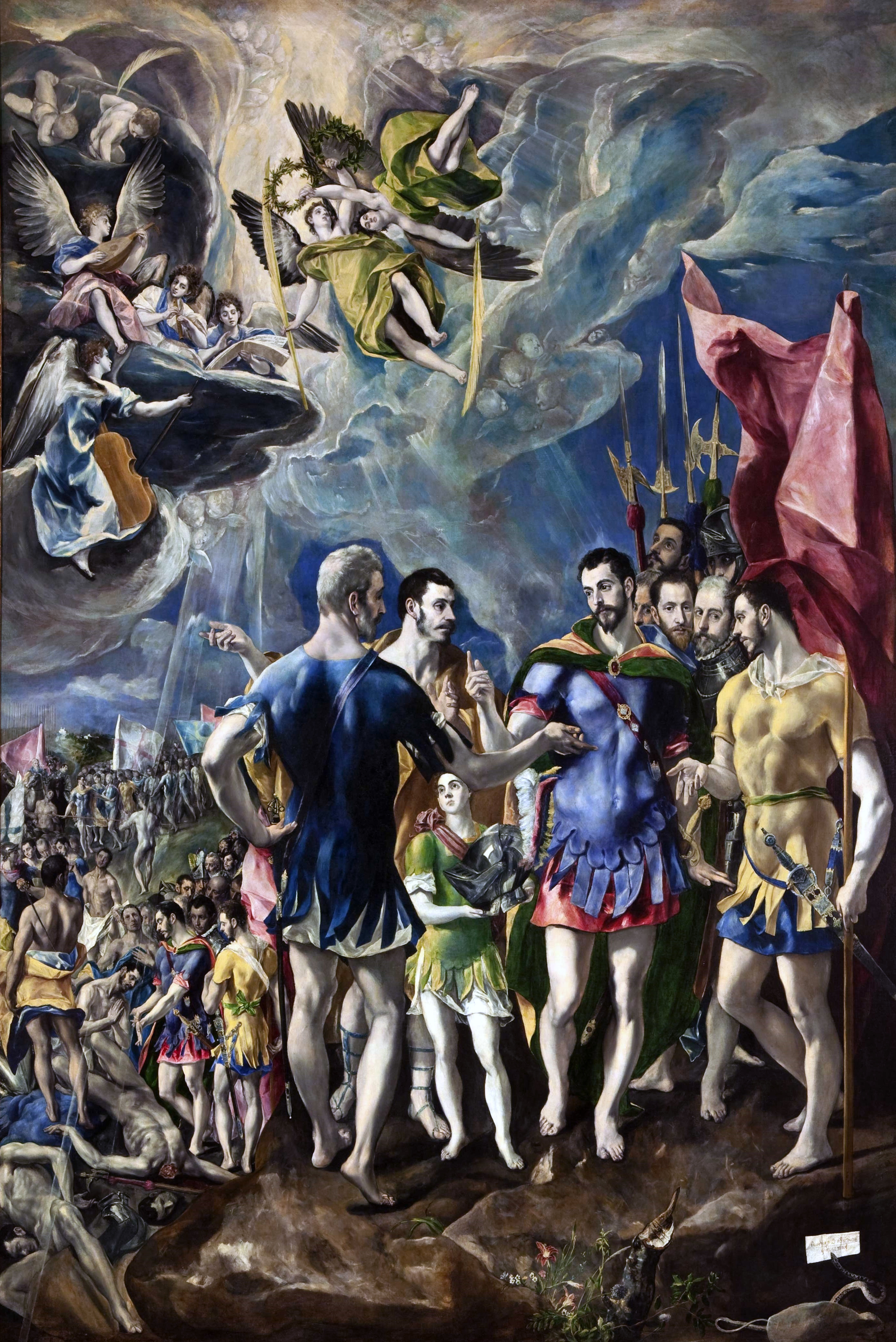
El Greco, El martiri de sant Maurici, El Escorial.

### Construcció per Sant Segimon
A principis del segle vi Segimon, fill de Gundebald, rei borgonyó que el va introduir al poder i el va fer reconèixer com a successor seu en una assemblea celebrada prop de Ginebra, abjurà de l'arianisme per convertir-se al catolicisme entre el 502 i el 506 sota la influència d'Avit, bisbe de Vienne, i es comprometé a construir una església a Agaune, o Saint-Maurice al Valais, a la diòcesi de Sion. Mentre el seu pare Gundebald romangué fidel a l'arianisme, Segimon abraçà l'ortodòxia catòlica (sense distinció en aquell moment) i, en pujar al tron el 516,  convertí l'abadia en un lloc de pelegrinatge per al seu poble, que havia de seguir-lo en la seva fe. La seva posició a la carretera del Coll del Gran Sant Bernat, transitada pels pelegrins de Roma o els comerciants que viatjaven entre el nord d'Europa i Itàlia, en reforçà el seu atractiu i prestigi. La primera basílica, orientada d'est a oest, al peu de la roca, data d'aquest període, igual que el baptisteri, que permetia dur a terme el ritu d'immersió parcial, que encara es pot visitar. Abans de pujar al tron borgonyó, consultà als bisbes i comtes del seu regne reunits a Agaune, on hi havia els bisbes Viventiolus (Lió), Maximus (Ginebra), Victor (Grenoble) i els comtes Videmarus, Fredebundus, Gondeulfus, Benedictus, Agano, Bonefacius, Teudemundus i Fredeboldus. El rei obre la sessió demanant consell per a la salvació de la seva ànima i per a l'execució dels seus projectes per a la prosperitat del seu regne. Els participants proposaren la construcció d'una basílica per enterrar els cossos dels coneguts màrtirs Maurici, Exuperi, Càndid i Víctor (tot i que sembla que va escapar de la massacre), Ours i Víctor deSolothurn , així com una cripta per als altres cossos. ; va proposà establir una guàrdia, establir una salmòdia perpètua (cors de monjos s'hi tornaven dia i nit per garantir l'oració contínua) i nomenar Hymnemond com a abat, que arribà amb aquest propòsit des del monestir de Grigny. Va reunir monjos preexistents amb figures religioses de «Granensis» (Grigny), d'«Insolana» (île Barbe) i de «Jurensis» (Condat). El 22 de setembre del 515 fou inaugurat en presència d'un gran nombre de bisbes, comtes i grans senyors (entre els quals hi havia Viventiole de Lió, Maxime de Ginebra i Víctor de Grenoble). L'assemblea havia de durar setze dies per tal d'enllestir els reglaments del monestir.
Segimon, havent enviudat, es tornà a casar amb Constança (que es deia que era la criada de la seva difunta esposa), que li va donar dos fills, Gistald i Gundebald. El primer fill de Segimon, Sigeric, després d'una violenta discussió amb la seva madrastra, que temia pel futur dels seus propis fills, morí a mans del seu pare. Ple de remordiments, el monarca anà a tancar-se al monestir d'Agaunum per expiar el seu assassinat. Més tard, pres i lliurat amb la seva dona i els seus dos fills a Clodomir, rei dels francs, foren decapitats i llançats a un pou a Saint-Sigismond du Loiret.
Des del segle vi, l'abadia manté 500 religiosos dividits en cinc « bandes » seguint-se l'un a l'altre per a la salmòdia perpètua, aquests « bandes » autoanomenant-se « Lérins », « Grigny », « l'Isle-Barbe », « Jura » et « Domni Probi » (aquest darrer format pels antics monjos d'Agaunum). Durant els tres segles següents, el monestir conegué una etapa de prosperitat, succeint-se 32 abats al capdavant. Segimon el dotarà de béns considerables per tal de permetre als monjos dedicar-se a la seva salmòdia, els hi donà béns als seus territoris de Lió, Viena, Grenoble, Ginebra, Vaud, Besançon i Aosta ; al Valais, va rebre Sierre, Loèche, Conthey, Bramois, Ollon, Vouvry, Autan, Salvan i Autanelleamb tot el que en depenia: terres, edificis, esclaus, homes lliberts, habitants, vinyes, boscos, camps, prats, pastures, drets de pesca …
Els primers segles de vida de l'abadia experimentà diverses catàstrofes importants. El 569, els llombards, un poble germànic del Bàltic, envaïren el Valais i incendiaren l'abadia. El rei Guntram de Borgonya, s'encarregarà de reconstruir-la. Sota l'Imperi carolingi, foren els sarraïns els qui es van estendre per tot el regne i es van dedicar, entre altres coses, al saqueig del monestir. Així, l'annalista Flodoard especifica per a l'any 940 que el poble del monestir de Saint-Maurice estava en possessió dels sarraïns i que aquests últims ho aprofitaren per a atacar viatgers i pelegrins.
La quantitat de monjos disminuí gradualment als s. VII i VIII i aquests es converteixen en canonges seculars. Després d'esllavissades la basílica fou reconstruïda als s. VIII-XI, conservant sempre l'orientació d'est a oest.

### Residència reial sota el règim de comanda

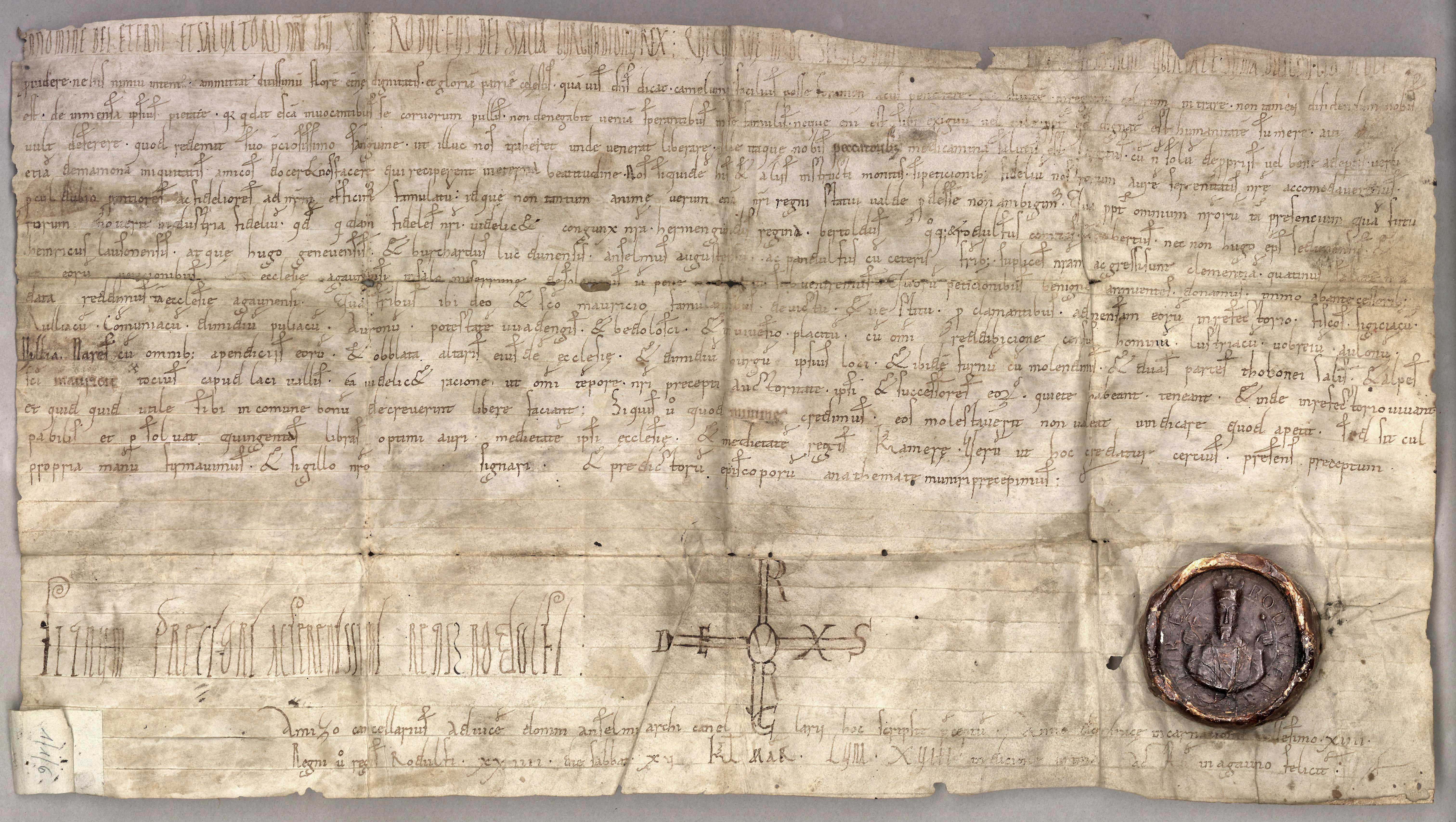
Escriptura de donació del rei de Borgonya Rodolf III a l'abadia de Saint-Maurice (15 de febrer del 1018).

A partir del 825 Lluís el Pietós, que havia rebut l'abadia del seu pare, la va donar in commendam al seu fill Arnulf, cosa que va iniciar el seu declivi. En veure les exaccions comeses, Lluís emprengué, sense resultats, la col·locació de canonges seculars, que eren clergues que formaven un capítol de canonges sota l'autoritat d'un prebost, però que romanien propietaris dels seus bens. A mitjans del segle ix, Hucbert, cunyat de l'emperador Lotari II, s'apodera de l'abadia. Del 864 al 1032, l'abadia va escapar a la influència del bisbe de Sion per convertir-se en una abadia laica.
Mort el 864 en una batalla a Orbe, Hucbert fou substituït al capdavant de l'abadia pel seu vencedor, Conrad, comte d'Auxerre. L'abadia va ser devastada per la incursió dels sarraïns l'any 940.
Els descendents del comte Conrad, és a dir, els reis de Borgonya, Rodolf I a Rodolf III, van dirigir la institució com a abats laics fins al voltant de l'any 1000. En van convertir en una residència reial i van confondre els seus béns amb els de la corona. Les condicions milloraren amb Rodolf III, darrer rei de Borgonya, que va decidir la restitució completa de la propietat al monestir. El 15 de febrer del 1018, a petició dels seus familiars, Rodolf III, dona o més aviat retorna a l'abadia de Saint-Maurice els ingressos fiscals de Sciez, Lully, Commugny, la meitat de Pully, Oron-le-Châtel, el territori de Vuadens, Bouloz, el territori de Vevey, Lutry, Vouvry, Ollon, Villy, Naters, alguns drets sobre Saint-Maurice i totes les pastures de muntanya del Chablais. Però és sobretot gràcies al Papa Lleó IX, que el 1049 la retirà del domini del bisbe de Sion i retornà als monjos l'ús de les seves propietats i ingressos permetent-los escollir entre ells un abat que fins aleshores havia estat escollit entre la gent afavorida a la cort, cosa que permeté la seva renovació, i l'abadia retornà a mans eclesiàstiques.
Durant molt de temps en mans dels monarques del regne de Borgonya, passà a la casa de Savoia el 1033 després de la victòria del comte Humbert sobre Eudes, nebot de Rodolf III. El 1128 el comte Amadeu III, que fou el seu abat laic (1103-47), ajudà al renaixement de l'abadia de Saint-Maurice instal·lant-hi canonges regulars seguint la regla de Sant Agustí. D'acord a la tradició finançà la seva participació en la Segona Croada el 1147 gràcies a un préstec de l'abadia pel qual empenyorà les valls de Bagnes i Vollèges (la llegenda diu que era una taula d'or que havia estat donada per Carlemany al monestir). L'advocació que estava en mans de la família d'Allinge i que va fer fortuna passa a finals del s.XII als comtes de Savoia.
Sembla que als s. XII i XIII hi hauria hagut un destacat taller d'orfebreria romànica, tal com suggereix el desmantellament del reliquiari principal de Càndid el 1961 per a restaurar-lo i remodelar-ne el nas.
A partir del  segle xiv a Saint-Maurice ja no es seguia estrictament la regla de Sant Agustí. Els béns ja no es compartien: els diferents canonges (sagristà, cantor, infermer) s'atribueixen prebendes separades. El 1475 l'abadia, juntament amb el sud del Baix Valais, va passar a mans del principat episcopal de Sion i dels dizain (francès) - zenden (alemany) - del Valais després de la seva victòria contra els savoians a la batalla de La Planta.
El 1560 l'abadia fou destruïda per un gran incendi seguit, cinquanta anys més tard, per una enorme esllavissada després d'un terratrèmol. Arran d'una nova esllavissada, la basílica va haver de ser reconstruïda a mitjans del segle xvii, seguint l'orientació nord-sud aquest cop una mica més allunyada de la roca. Sota l'autoritat del bisbe de Sion i de la Dieta del Valais, l'abadia va perdre gran part dels seus béns i del seu prestigi. Enmig del declivi material i espiritual, l'abat Pierre IV (Maurice Odet, abat de 1640 a 1657) abolí el sistema de prebendes i restablí la regla agustiniana, en particular el vot de pobresa, permetent la represa de la vida en comú 10 septembre 1642.
Per a reformar l'abadia es dugué a terme un breu intent d'unió amb la Congregació del Nostre Salvador (fundada per Pierre Fourier) entre 1672 i 1675. Saint-Maurice s'hauria convertit en el centre d'aquesta congregació d'origen lorenès, amb la qual l'abadia ha estat en contacte des del 1636. Va ser un fracàs i els canonges lorenesos, percebuts com a estrangers, abandonaren l'abadia retirant-se a Lorena i a la Vall d'Aosta a finals del s. XVII.
El 23 février 1693, un incendi esclatà a les cuines de l'abadia destruint gairebé completament els edificis de l'abadia (llevat de la basílica), que acabaren de reconstruir-se 1706.
L'abadia escapà en part del moviment de secularització i dispersió dels religiosos iniciat amb la Revolució Francesa restaurant l'antic col·legi religiós fundat per la comunitat que el govern savoià havia suprimit el 1560 com a resultat de la gelosia de la dieta del Valais.
El 1942, una nova esllavissada va destruir part de l'església i el campanar. Aquests edificis van ser restaurats després de la guerra i l'església va obtenir el títol de basílica menor el 1948 .
Les primeres excavacions foren dutes a terme el 1896 sota la direcció del canonge Pierre Bourban. El 2013 l'arqueòloga del Valais Alessandra Antonini conduí unes excavacions al jaciment de l'abadia de Saint-Maurice. Es poden visitar el tresor i les excavacions de l'abadia.

## Abaciologi
La llista d'abats de Saint-Maurice-d'Agaunum comença amb Sant Severí (mort el 511). Entre la segona meitat del s. IX  fins a la primera meitat del s. XII, el govern del monestir estava en mans dels laics, successivament els rodolfians i després els humbertians. A partir del 1128, i la reforma de l'abadia pel bisbe Hug de Grenoble els abats, tornaren a governar el lloc.

## Organització
L'abadia mai depengué d'una diòcesi o d'un bisbe, perquè des de la seva fundació va beneficiar-se d'immediatesa pontifícia, és a dir que depèn directament del papa i només d'aquest. Després d'haver estat una nullius diocesis, esdevé "abadia territorial". Això significa que l'abat de Saint-Maurice exerceix la seva pròpia jurisdicció espiritual sobre la seva comunitat abacial, així com sobre les parròquies del seu territori.
Per carta apostòlica del 3 de juliol de 1840, el papa Gregori XVI va establir la diòcesi de Betlem com a seu titular a favor de l'abat de Saint-Maurice d'Agaunum. Louis-Séverin Haller, abat fins al 1970, és l'últim a haver ocupat aquest càrrec, vacant des de llavors.
Una congregació canònica autònoma, l'abadia va arribar a tenir fins a 120 membres religiosos durant el s. XX, seguint disminuint des de llavors. El 2023 l'abadia només tenia 38 membres religiosos, entre aquests 30 sacerdots.
Aquests són sacerdots que vivien sota la regla de Sant Agustí . No tots resideixen a l'abadia ; alguns viuen fora, en una parròquia del territori, en una parròquia de la diòcesi de Sion o fora per assumir altres responsabilitats pastorals. Els canonges serveixen diverses parròquies de la diòcesi de Sió, donant un cop de mà a aquestes últimes.
El territori de l'abadia està organitzat en ccinc parròquies :
- la basílica de l'abadia, erigida en parròquia, que comprèn l'abadia, la basílica, el col·legi, la capella de Vérolliez i la residència Saint-Jacques (per a gent gran) ;
- la parròquia de Saint-Maurice i Mex, incloent-hi la capella de Notre-Dame-du-Scex
- la parròquia de Vernayaz
- la parròquia de Salvan
- la parròquia de Finhaut

Aquestes parròquies reuneixen 5.200 catòlics el 2021.

## Centre educatiu
L'abadia de Saint-Maurice té un col·legi amb l'estatus d'establiment semiprivat perquè és propietat dels canonges però es regeix per un concordat de 1806 entre l'abadia i l'Estat de Valais. El 1806 Valais va reconèixer el col·legi com a establiment d'utilitat pública i participà en el seu finançament. L'estat de Valais adquirí el col·legi de l'abadia el 2021 mitjançant compra. Encara hi ensenyen uns quants canonges. L'internat va tancar el 2021.
El març de 2024, arran d'un escàndol d'abús sexual que sacsejà l'abadia de Saint-Maurice sense que els tres canonges que hi feien de professors, ni els seus predecessors, fossin responsables d'actes criminals contra els estudiants del Lycée-collège, es feu un nou acord amb l'Estat de Valais. El Lycée-collège de l'Abadia de Saint-Maurice fou rebatejat com a "Lycée-collège de Saint-Maurice" durant un procés de secularització de l'establiment"tot respectant el seu prestigiós passat". El rector, el canonge Alexandre Inechen, que havia renunciat voluntàriament, fou readmès com a director del liceu-col·legi.

## Basílica
L'església de l'abadia fou reconstruïda en una nova orientació al segle xvii i restaurada per l'arquitecte Claude Jaccottet després d'un esfondrament el 1942. Església mare del territori de l'abadia, l'església de l'abadia va ser elevada al rang de basílica menor el 30 novembre 1948 pel Papa Pius XII.

## Tresor

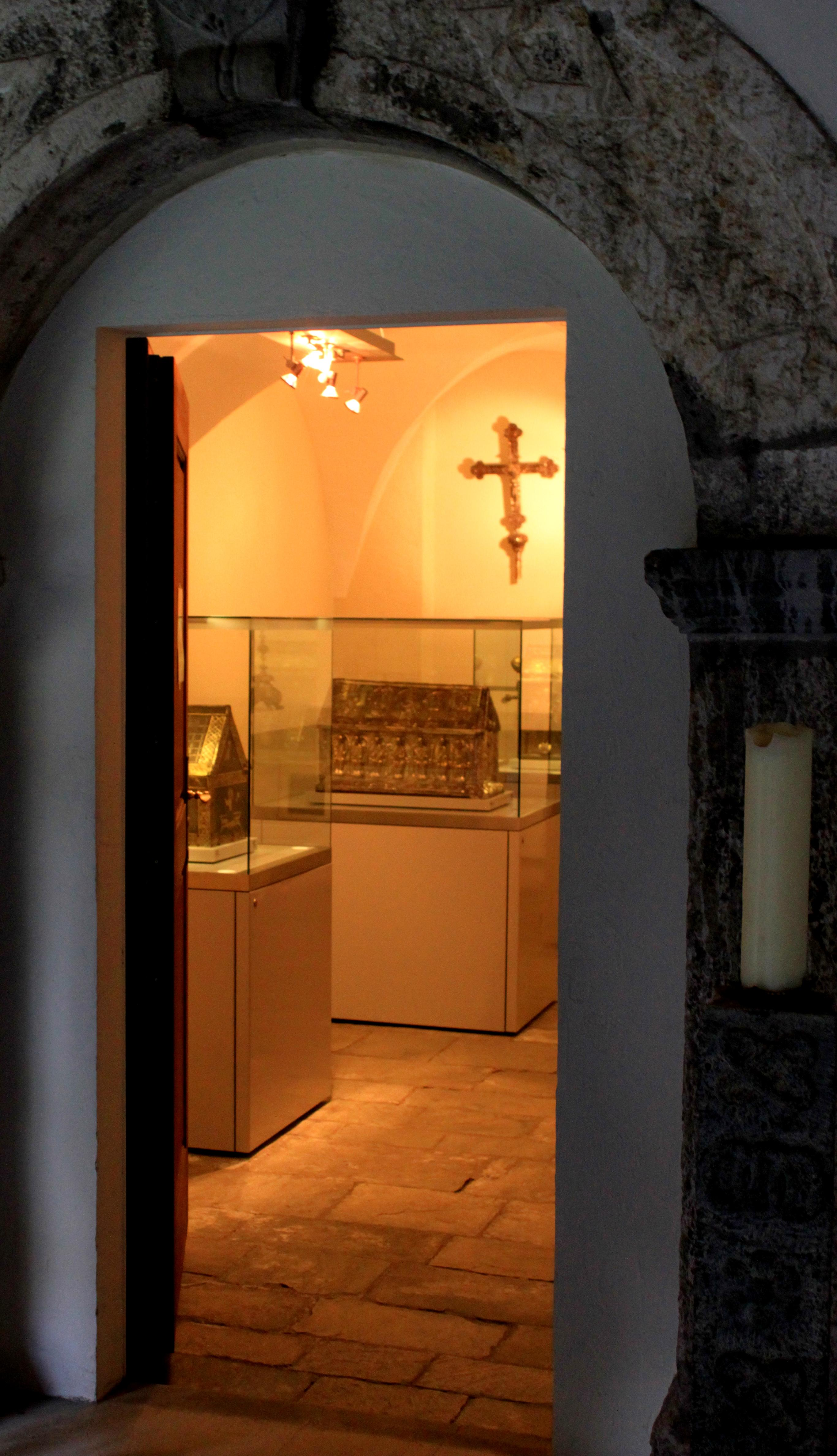
El tresor de l'abadia.

Entre les moltes exposicions, cal destacar alguns elements excepcionals: 
- el santuari de l'abat Nantelme, que data de 1225 ;
- el santuari dels fills de Sant Segimon, que data del s. XII ;
- el gran santuari de Sant Maurici, que data del s. XIII ;[37]
- el reliquiari de la Santa Espina, ofert per Lluís IX
- el cofre de Teuderic, merovingi, que data del s. VII
- el vas conegut com a Saint-Martin de Sardonyx, que data del s. I i que està realçat amb orfebreria carolíngia.[38] Segons la llegenda, es diu que va recollir la sang dels màrtirs de Tebes i probablement formava part de les donacions fetes pel rei Segimon quan es fundà l'abadia [39]
- l'anomenada gerra de Carlemany, del període carolingi, amb esmalts bizantins
- el reliquiari principal de Sant Càndid, que data aproximadament de 1165

## Cervesa
El 2019 per a diversificar els seus ingressos, l'abadia inicià la seva producció de cervesa. La cerveseria, propietat al 100% de l'abadia, produeix tres menes de cervesa. El llevat usat per produir-los es va extreure d'un pergamí que data de 1319 Aquesta és la "primera autèntica cervesa d'abadia de Suïssa". La cerveseria té una capacitat de 600.000 botelles anuals. Arran de l'escàndol d'abús sexual, diversos distribuïdors de les cerveses de l'abadia, entre aquest Coop, estan rescindint la seva col·laboració.

## Abusos sexuals
El 1994 la policia arrestà un sacerdot després d'encarregar vídeos de pornografia infantil, rebent un "avís simple" del jutge d'instrucció; i seguí ensenyant al col·legi de Saint-Maurice. El 1997 fou novament arrestat de nou després d'agredir dos nens a l'estranger. Durant el judici, va admetre haver tingut relacions amb diversos nens. Pel que fa al col·legi de l'abadia de Saint-Maurice, es van entrevistar dues presumptes víctimes, però aquesta part de la investigació no va tenir èxit. El sacerdot va ser condemnat a quinze mesos de presó, amb suspensió de la pena i retornat a l'estat laic.
El 19 de novembre de 2023, una investigació del programa Mise au point va denunciar diversos casos d'abús sexual a l'abadia. En total, es diu que hi estaven implicats nou sacerdots, entre aquests el pare abat Jean Scarcella, que està de baixa des 1 setembre 2023, així com Roland Jaquenoud, el cap interí de la institució. Es diu que la majoria dels casos ocorregueren entre 1995 i 2005, en llocs privats i parròquies on oficiaven els canonges de l'abadia. El 26 febrer 2024 l'abadia va anunciar que donava mandat a Pierre Aubert, fiscal general del cantó de Neuchâtel, per dur a terme una investigació independent sobre les acusacions d'abusos a l'abadia. El programa Mise au Point va ser objecte d'una denúncia a l' Autoritat Independent de Denúncies de Ràdio i Televisió per violació de la presumpció d'innocència i inexactitud dels fets, denúncia rebutjada el 6 de setembre del 2024.
Assetjat per una denúncia, el pare Jean Scarcella deixà el càrrec el 23 de novembre del 2023. La gestió de l'abadia es confià a un administrador apostòlic nomenat per Roma Jean-Michel Girard, antic prebost de la congregació del Gran Sant Bernat. El 8 d'octubre de 2024 els mitjans de comunicació anunciaren que la Fiscalia del Valais havia conclòs la seva investigació amb una ordre de no entrada en l'assumpte. El 28 d'octubre de 2024 un informe del Dicasteri per als Bisbes va concloure que "No hi ha proves d'abús o assetjament en sentit estricte en el cas en qüestió.". El 9 de març del 2025, Jean Scarcella va reprendre les seves funcions com a abat amb l'acord de la Santa Seu, que va esmentar en una carta que "Com que la Fiscalia del Valais ha arxivat les investigacions dutes a terme contra el sacerdot, no hi ha res que li impedeixi reprendre les seves funcions.".
En el cas de Roland Jacquenoud, després d'escoltar tots els novells, la Fiscalia del Valais va ordenar l'arxivament del cas el 17 d'octubre de 2024 per manca de denunciant. El 27 de febrer del 2025 el Servei d'Educació del Valais anuncià que no reincorporaria Roland Jaquenoud com a professor, tot i que el Tribunal Cantonal del Valais havia fallat en contra del Servei d'Educació del Valais per acomiadament injustificat. Aquest servei invoca una "ruptura total del vincle de confiança" amb Roland Jaquenoud malgrat la classificació de l'expedient. En un article publicat el 24 de març de 2025 a Le Temps, l'ex-novici ofereix públicament la seva pròpia versió dels fets per primer cop. Discuteix la descripció que fa Roland Jaquenoud d'un "relació romàntica" i evoca una relació "asimètrica", que ell descriu com "incest espiritual". En resposta, Roland Jaquenoud concedí una entrevista al mateix diari el 29 de març de 2025 en què va impugnar la versió del novici: "Alguns del que diu no són coherents amb la meva pròpia lectura dels esdeveniments." . També afegeix : "Mai vaig sentir que tenia cap poder sobre ell."
El maig de 2024 el canonge Gilles Roduit recuperà el seu lloc a l'abadia després de fer una vaga de fam per proclamar la seva innocència. Havia estat acusat d'abusar sexualment d'una nena de dotze anys a principis dels anys 2000. « El tribunal va fallar a favor seu amb l'arxivament del cas el 2005, la no represa del procediment el 2021 i la desestimació del recurs el 2022. ».  Un nou episodi de Mise au point, emès el 7 de juliol de 2024, oferí diversos testimonis sobre el comportament del canonge. Diverses dones denuncien gestos i comentaris inapropiats de Gilles Roduit quan eren adolescents. Aquest impugnà aquestes noves acusacions. Va dimitir del seu càrrec de rector de la parròquia el setembre de 2024, tot i que va romandre com a canonge de l'abadia.
El 20 de juny de 2025 es va publicar l'informe que pretenia aclarir els esdeveniments que van tenir lloc a l'abadia. Assenyala un fracàs de l'abadia a l'hora de tractar els abusos i una tendència a minimitzar-los. Jean Scarcella va renunciar al seu càrrec d'abat el 26 juin 2025-.